# Johan Franco Beijen III

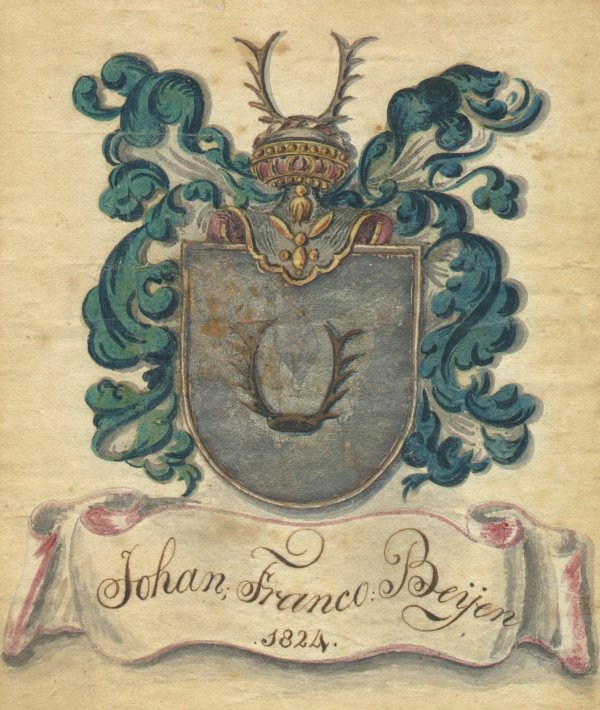
Een wapenschilderijtje van Johan Franco Beijen III uit 1824.
De pagina Beijen bevat meer informatie over het familiewapen met een hertengewei van de IJsselsteinse familie Beijen.

Johan Franco Beijen III (IJsselstein, 27 juni 1773 - IJsselstein, 18 februari 1842) was arts in IJsselstein. Hij was veertig jaar lid van het stadsbestuur van IJsselstein, bijna steeds als burgemeester. Zijn naam werd ook wel als Beyen geschreven. Hij behoorde tot de IJsselsteinse familie Beijen.

## Levensloop
Johan Franco Beijen III was een zoon van de IJsselsteinse burgemeester Johan Franco Beijen II en Elisabeth Charlotte Elikink. Hij studeerde geneeskunde aan de universiteit van Utrecht. In 1799 promoveerde hij daar op een proefschrift over celweefsel: De tela olim cellulosa nuper mucosa dicta. Na zijn studie kwam hij weer terug naar IJsselstein. Hij oefende daar een artsenpraktijk uit. 
In 1800 trouwde Johan Franco in IJsselstein met Marie Jeanne Florentine Trip, die geboren was in Groningen. Hij overleed in 1842 in IJsselstein.

## Arts en burgemeester
Als arts werd Johan Franco Beijen direct geconfronteerd met de grote armoede in IJsselstein als gevolg van de economische achteruitgang in de Franse tijd. Hij was onder andere lid van een plaatselijke commissie die een gaarkeuken beheerde.
Hoewel na de omwenteling van 1795 de patriotten aan de macht waren gekomen, en Johan Franco Beijen uit een Oranjegezind nest kwam, kreeg hij toch bestuurlijke functies. Al in 1802, toen hij nog geen 30 jaar was, werd hij lid van de voorlopige gemeenteraad. In 1806 was het zijn beurt om president van het plaatselijk bestuur te zijn en stond hij aan het hoofd van de IJsselsteinse delegatie die werd afgevaardigd om in Den Haag de nieuwe koning Lodewijk Napoleon welkom te heten. Het stadsbestuur had steeds te maken met enorme geldzorgen: er moesten grote bijdragen aan het landsbestuur worden betaald, maar de bevolking kon de belastingen niet opbrengen. 

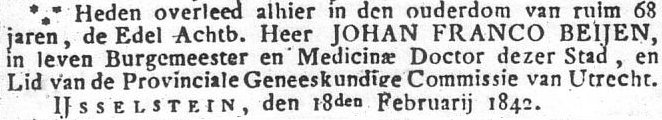
Advertentie na het overlijden van J.F. Beijen III.

Toen Nederland in 1810 door Frankrijk werd geannexeerd, werd Johan Franco Beijen eerst maire (burgemeester) en later adjunct-maire. Hij kreeg het bovendien druk omdat hij grote aantallen dienstplichtigen moest keuren voor het leger van Napoleon.
Na de Franse tijd bleef Johan Franco burgemeester van IJsselstein, eerst als lid van een tweemanschap, later als de enige burgemeester. Die functie bleef hij combineren met zijn werk als arts.

## Nakomelingen
Johan Franco III en zijn vrouw kregen veertien kinderen. Niet minder dan zes van hun kinderen overleden op heel jonge leeftijd.
Een van hun zoons was Johan Franco Beijen IV (1803-1878), die arts werd in Barneveld, en van wie alle huidige leden van de tak Johan Franco van de IJsselsteinse familie Beijen afstammen. Een andere zoon was Hendrik Johan Rudolph Beijen (1817-1892), die beroepsmilitair werd, en later minister van Oorlog en lid van de Raad van State.